# 中国科学院武汉岩土力学研究所
中国科学院武汉岩土力学研究所是中华人民共和国的一所岩土力学研究机构，是中国科学院的直属研究单位。1958年建立，位于湖北省武汉市。